# Kärlek vid andra ögonkastet
Kärlek vid andra ögonkastet (originaltitel: Fools Rush In) är en amerikansk komedifilm från 1997 i regi av Andy Tennant.

## Handling
Denna film handlar om Alex som besöker en trevlig krog en kväll och möter en underlig frispråkig kvinna som lyckas snärja sig före i toalettkön. Det startar med en trevlig konversation i kön men slutar upp dagen efter på Alex rum.
En tid senare hör Isabel av sig och berättar att hon blev gravid den kvällen. Kan man skapa kärlek vid behov, kan man erkänna för en total främling att man föll för denne redan vid den andra gången man träffade denne?
En romantisk, komplicerad historia om främlingar som kan skapa starka band till varandra och låta ödet lägga ut kaksmulorna.

## Rollista (urval)
- Matthew Perry - Alex Whitman
- Salma Hayek - Isabel Fuentes
- Jon Tenney - Jeff
- Siobhan Fallon - Lanie
- Suzanne Snyder - Cathrine Stewart
- Jill Clayburgh - Nan
- John Bennett Perry - Richard Whitman
- Beth Broderick - Tracey Verna